# NBA 2K12
NBA 2k12 es un videojuego de baloncesto desarrollado por Visual Concepts y publicado por 2K Sports. Es el sucesor de NBA 2K11 y el predecesor de NBA 2K13. Fue lanzado el 4 de octubre de 2011 para Xbox 360, PlayStation 2, PlayStation 3, PSP , PC, Wii y por primera vez para el sistema operativo iOS usado por iPhone y iPad. Por primera vez habrá tres carátulas distintas a elegir al obtener el juego, con Larry Bird, Magic Johnson y Michael Jordan siendo los atletas de las carátulas del juego. Cada uno de ellos aparecerá en una versión distinta del juego. Este fue el último juego de NBA 2K disponible en la consola PlayStation 2.

## Novedades
El juego cuenta con un nuevo modo de entrenamiento donde las estrellas de todos los tiempos de la NBA enseñan las principales jugadas y tácticas del juego, los temas son:
- Michael Jordan - Kobe Bryant: lanzamientos y bandejas.
- Pete Maravich - Derrick Rose: pases y tácticas.
- Hakeem Olajuwon - Dwight Howard: bloqueos y penetración al poste.
- Larry Bird - Ray Allen: fintas y cortes.
- Scottie Pippen - LeBron James: tapones y robos.
- Larry Bird - Ray Allen: asistencias y alley-oops.

Además de esto, añadieron las siguientes mejoras:
- Mejoraron los modelos de todos los jugadores de la NBA.
- Añadieron nuevas animaciones de tiro y dribbling.
- Mejoraron la ambientación de los estadios (ahora los espectadores cambian su aspecto dependiendo de si el usuario está disputando los Play-off o un partido de la liga regular).
- Implementación de filtros en color sepia o blanco y negro, para los partidos clásicos.
- Soporte para televisores 3D en la versión para PlayStation 3.
- Soporte para mandos de movimiento PlayStation Move.
- Varias correcciones de errores y mejoras gráficas.

## Jugabilidad
El juego presenta algunas novedades con respecto a su predecesor, se ha incluido un modo en el que se puede manejar a las grandes estrellas de la historia de la NBA en los equipos que más historia hicieron y enfrentarlas contra equipos actuales. Las estrellas que aparecen en el juego son:
- Kareem Abdul-Jabbar (Los Angeles Lakers)
- Larry Bird (Boston Celtics)
- Wilt Chamberlain (Los Angeles Lakers)
- Julius Erving (Philadelphia 76ers)
- Patrick Ewing (New York Knicks)
- Magic Johnson (Los Angeles Lakers)
- Michael Jordan (Chicago Bulls)
- Karl Malone (Utah Jazz)
- Hakeem Olajuwon (Houston Rockets)
- Scottie Pippen (Chicago Bulls)
- Oscar Robertson (Milwaukee Bucks)
- Bill Russell (Boston Celtics)
- John Stockton (Utah Jazz)
- Isiah Thomas (Detroit Pistons)
- Jerry West (Los Angeles Lakers)

Incluye también a los All-Stars del año al que pertenecen, y el mítico «Dream Team».

## Huelga de la NBA de 2011
Debido al «lockout», el efecto de la huelga de la NBA afectó a diversas funciones dentro del juego, como por ejemplo a que no apareciesen los novatos (rookies, en inglés), aunque se confirmó que cuando se acabase la huelga se actualizarían sin coste alguno, y también hizo que el modo «NBA Today» no estuviera disponible para los usuarios hasta que dicha huelga concluyera. Este evento provocó grandes pérdidas a todas las empresas que vendían productos licenciados de la NBA, incluyendo a 2K Sports.

## Críticas
NBA 2K12 fue aclamado tanto por la prensa, como por los usuarios, debutando con una puntuación de 90/100 en Metacritic. IGN le dio una puntuación de 9.5/10, y otros medios como GameSpot le dieron una puntuación de 8.5/10.
Matt Bertz, de Game Informer, calificó NBA 2K12 como el «mejor simulador de baloncesto de la historia». Elogió la introducción de más equipos y jugadores clásicos, elogió los ajustes de control y las tutorial, calificó la presentación general y los modelos de los jugadores como «lo mejor en los juegos deportivos», y calificó los comentarios como «los mejores jamás grabados en un juego deportivo». 
Jack Devries, de IGN, escribió: «Ningún juego de deportes me había emocionado tanto. En serio, no he podido pensar en otra cosa en toda la semana. La jugabilidad realista, desafiante y magníficamente animada se extiende por una cornucopia de modos. Jugar con leyendas del pasado, estrellas de hoy y mi propio novato personal de la NBA es una auténtica pasada. Cualquiera de estos modos sería razón suficiente para comprar el juego, pero todos ellos juntos lo convierten en un juego que cualquier aficionado al baloncesto tiene que comprar»
Durante la 15ª edición de los premios anuales “Interactive Achievement Awards”, la Academia de las Artes y las Ciencias Interactivas nominó a NBA 2K12 como «Juego deportivo del año».

## Banda sonora
- Aceyalone - "Working Man's Blues"
- Ancient Astronauts - "Still a Soldier"
- Bad Meets Evil - "Fast Lane"
- Bassnectar - "Cozza Frenzy"
- Chiddy Bang - "Here We Go"
- CyHi the Prynce - "Sideways"
- Dels - "Shapeshift"
- D.J.I.G. - "Now's my Time"
- Freddie Gibbs - "Look Easy"
- Friendly Fires - "Skeleton Boy"
- Hudson Mohawke - "Thunder Bay"
- James Pants - "We're Through"
- Kid Mac - "Hear You Calling"
- Kurtis Blow - "Basketball"
- Machinedrum - "Let It"
- Middle Class Rut - "New Low"
- Shinobi Ninja - "Rock Hood"
- The Death Set - "It's Another Day"
- Travis Barker - "Let's Go"
- XV - "Awesome"
- Zion I - "Many Stylez"